# Зальцхаузен
Зальцхаузен (нем. Salzhausen) — община в Германии, в земле Нижняя Саксония.
Входит в состав района Харбург. Подчиняется управлению Зальцхаузен. Население составляет 4558 человек (на 31 декабря 2010 года). Занимает площадь 34,72 км².
Коммуна подразделяется на 3 сельских округа.